# 4640 Hara
4640 Hara eller 1989 GA är en asteroid i huvudbältet som upptäcktes den 1 april 1989 av de japanska astronomerna Yoshio Kushida och Osamu Muramatsu vid Yatsugatake-Kobuchizawa-observatoriet. Den är uppkallad efter Megumi Hara.
Asteroiden har en diameter på ungefär 6 kilometer.